# بزبید
بزبید (به انگلیسی: Salix caprea) گونه‌ای از تیره بیدیان است.